# Derek Blackburn
Pour les articles homonymes, voir Blackburn (homonymie).
Derek Nigel Ernest Blackburn (16 juin 1934-12 octobre 2017) est un homme politique canadien de l'Ontario. Il est député fédéral néo-démocrate de la circonscription ontarienne de Brant d'une élection partielle en 1971 à 1993,.

## Biographie
Né à Sault-Sainte-Marie en Ontario, Blackburn grandit à Stratford.
Élu en 1971, Blackburn est réélu en 1972, 1974, 1979, 1980, 1984 et en 1988. Il ne se représente pas en 1993.
Après 1993, il siège à la Commission de l'immigration et du statut de réfugié du Canada. Blackburn meurt en octobre 2017 à l'âge de 83 ans.